# Quéant
Quéant és un municipi francès situat al departament del Pas de Calais i a la regió dels Alts de França. L'any 2007 tenia 583 habitants.

## Demografia

### Població
El 2007 la població de fet de Quéant era de 583 persones. Hi havia 215 famílies de les quals 41 eren unipersonals (12 homes vivint sols i 29 dones vivint soles), 62 parelles sense fills, 87 parelles amb fills i 25 famílies monoparentals amb fills.
La població ha evolucionat segons el següent gràfic:
Habitants censats

### Habitatges
El 2007 hi havia 231 habitatges, 218 eren l'habitatge principal de la família, 3 eren segones residències i 11 estaven desocupats. 229 eren cases i 1 era un apartament. Dels 218 habitatges principals, 177 estaven ocupats pels seus propietaris, 29 estaven llogats i ocupats pels llogaters i 11 estaven cedits a títol gratuït; 2 tenien una cambra, 9 en tenien dues, 25 en tenien tres, 59 en tenien quatre i 122 en tenien cinc o més. 143 habitatges disposaven pel capbaix d'una plaça de pàrquing. A 82 habitatges hi havia un automòbil i a 87 n'hi havia dos o més.

### Piràmide de població
La piràmide de població per edats i sexe el 2009 era:
| Homes | Edats   | Dones |
| ----- | ------- | ----- |
| 0     | 95 o +  | 0     |
| 0     | 90 a 94 | 0     |
| 0     | 85 a 89 | 12    |
| 0     | 80 a 84 | 4     |
| 16    | 75 a 79 | 20    |
| 8     | 70 a 74 | 24    |
| 16    | 65 a 69 | 8     |
| 12    | 60 a 64 | 12    |
| 8     | 55 a 59 | 16    |
| 32    | 50 a 54 | 8     |
| 8     | 45 a 49 | 16    |
| 20    | 40 a 44 | 12    |
| 16    | 35 a 39 | 24    |
| 32    | 30 a 34 | 20    |
| 4     | 25 a 29 | 16    |
| 24    | 20 a 24 | 4     |
| 8     | 15 a 19 | 24    |
| 32    | 10 a 14 | 20    |
| 16    | 5 a 9   | 8     |
| 12    | 0 a 4   | 12    |

## Economia
El 2007 la població en edat de treballar era de 370 persones, 262 eren actives i 108 eren inactives. De les 262 persones actives 238 estaven ocupades (140 homes i 98 dones) i 24 estaven aturades (7 homes i 17 dones). De les 108 persones inactives 24 estaven jubilades, 28 estaven estudiant i 56 estaven classificades com a «altres inactius».

### Ingressos
El 2009 a Quéant hi havia 228 unitats fiscals que integraven 616,5 persones, la mediana anual d'ingressos fiscals per persona era de 16.195 €.

### Activitats econòmiques
Dels 18 establiments que hi havia el 2007, 1 era d'una empresa alimentària, 7 d'empreses de comerç i reparació d'automòbils, 2 d'empreses de transport, 2 d'empreses d'hostatgeria i restauració, 3 d'empreses de serveis, 1 d'una entitat de l'administració pública i 2 d'empreses classificades com a «altres activitats de serveis».
Dels 4 establiments de servei als particulars que hi havia el 2009, 1 era un taller de reparació d'automòbils i de material agrícola, 2 perruqueries i 1 restaurant.
Dels 2 establiments comercials que hi havia el 2009, 1 era una botiga de menys de 120 m² i 1 una fleca.
L'any 2000 a Quéant hi havia 8 explotacions agrícoles.

## Equipaments sanitaris i escolars
L'únic equipament sanitari que hi havia el 2009 era una farmàcia.
El 2009 hi havia una escola maternal.

## Poblacions més properes
El següent diagrama mostra les poblacions més properes.